# Glenlee
Glenlee är en ort i Australien. Den ligger i kommunen Hindmarsh och delstaten Victoria, omkring 330 kilometer nordväst om delstatshuvudstaden Melbourne. Antalet invånare är 218.
Trakten runt Glenlee är nära nog obefolkad, med mindre än två invånare per kvadratkilometer.. Det finns inga andra samhällen i närheten.
Trakten runt Glenlee består till största delen av jordbruksmark. Genomsnittlig årsnederbörd är 411 millimeter. Den regnigaste månaden är juni, med i genomsnitt 70 mm nederbörd, och den torraste är januari, med 11 mm nederbörd.